# Hans Mörk (kock)
Hans Mörk, född 21 november 1942, död 4 november 2007 i Lidingö, var en svensk kock och krögare.
Mörk arbetade tidigt i sin restaurangkarriär vid Svenska klubben i Paris. I början av 1970-talet tog han tillsammans med brodern Håkan över Gyllene ratten, vilket startats av deras far Nils. 1980 öppnade han L’Escargot i hörnet Scheelegatan och Bergsgatan på Kungsholmen. Som kökschef praktiserade han enligt "Det nya franska köket" och 1984 belönades restaurangen som en av de fyra första i Sverige med en stjärna i Michelinguiden. 1985 sålde han restaurangen till bröderna Broström, för att i samarbete med bröderna öppna La Grenouille i Tattershalls gamla lokaler. Den bytte sedermera namn till Restaurang Grodan. Han var även drivande i utvecklandet av gruppens konceptrestauranger som Passagen, Lilla Snigel och Daily News liksom etablerade ställen som Victoria, Restaurang Prinsen och Berns.